# Calle Muñecas (Tucumán)
La Calle Idelfonso de las Muñecas es una calle de San Miguel de Tucumán, Tucumán, Argentina. Se extiende desde la avenida 24 de septiembre hasta la avenida Francisco de Aguirre para tránsito vehicular, excepto entre Córdoba y Buenos Aires donde está como Peatonal Celestino Gelsi.

## Historia
La calle fue creada tras el trazado colonial original de la ciudad en 1685, extendiéndose luego por el Ensanche Liberal de 1879. Desde el siglo XVIII, la calle adquirió protagonismo comercial desde el siglo XX, reemplazando como zona neurálgica de la ciudad a la Plaza Independencia. Por esta razón se implementó desde el 30 de abril de 1946 la llamada vía blanca, la cual restringía el paso de autos en ciertos horarios en detrimento de los peatones. Esto duró hasta 1984, cuando fue transformado como peatonal el tramo entre Córdoba y 24 de septiembre.
En 2017 se proyectó la remodelación de la Peatonal Celestino Gelsi, convirtiéndola en un centro comercial a cielo abierto. Los trabajos comenzaron un 8 de junio de ese año, siendo inaugurado el 20 de agosto de 2018 por el intendente Germán Alfaro, la diputada Beatriz Ávila, funcionarios, empresarios y vecinos. Las obras tuvieron un costo de ARS 32.000 000, colocándose pisos, mobiliario urbano, bancos, kioscos, pérgolas, luminarias led y se construyó nuevos sistemas cloacales.

## Sitios de interés
A lo largo de la calle se desarrollan varios lugares de interés y emblemáticos:
- Hospital del Carmen
- Edificio de la Legislatura de Tucumán
- Teatro San Martín
- Plaza Urquiza
- Escuela Normal
- Colegio Nacional